# Agostino Richelmy
Agostino Richelmy (ur. 29 listopada 1850 w Turynie, zm. 10 sierpnia 1923 w Turynie) – włoski duchowny katolicki, arcybiskup Turynu i kardynał.

## Życiorys
Studiował w seminarium turyńskim, gdzie w 1876 uzyskał doktorat z teologii. Święcenia kapłańskie otrzymał 25 kwietnia 1873. Sprawował funkcję profesora seminarium, prosynodalnego egzaminatora, a także kanonika w turyńskiej katedrze.
7 czerwca 1886 został mianowany biskupem Ivrei. W chwili nominacji był jednym z najmłodszych biskupów na świecie. Konsekrowany w Turynie przez kardynała Gaetano Alimonda. W 1897 został arcybiskupem rodzinnego miasta. Na konsystorzu z czerwca 1899 otrzymał kapelusz kardynalski z tytułem prezbitera Sant’Eusebio. Uczestniczył w aż trzech konklawe: 1903, 1914 i 1922 roku. 